# Удава (притока Лаборцю)
Уда́ва (словац. Udava) — річка на північному сході Словаччини, в окрузі Гуменне, ліва притока Лабірця. Довжина річки — 38,3 км. У верхів'ї річки розташований заповідник Удава.
Витікає в горах Буковське Врхи на висоті 690 м над р.м. неподалік словацько-польського кордону в буково-ялицевому лісі, що в північно-західній частині Національного парку «Полонини».
Після впадання малої притоки у місцевості Бальниця (548,8 м над р.м.) повертає на південний захід, у Буковських верхах вбирає меншу притоку зліва з-під Чернин (929,4 м) і Паленіцький потік справа (429,3 м) і входить на Лаборецьку верховину недалеко від села Осадне. У селі вбирає Осаднянський потік зліва і Щобський потік справа, а південніше села значно розширюється. Далі тече на захід до села Нижня Яблінка (300,1 м над. р. м.), вбирає праві притоки Кривський потік і Грабовий, далі ліву Гостовицький потік. Протікаючи через село Нижня Яблінка вбирає свою найбільшу притоку, річку Ріку, а потому S-подібним вигином повертає на південь.
Впадає потік Ільовниця.